# Orthetrum glaucum
Orthetrum glaucum är en trollsländeart som först beskrevs av Brauer 1865.  Orthetrum glaucum ingår i släktet Orthetrum och familjen segeltrollsländor. IUCN kategoriserar arten globalt som livskraftig. Inga underarter finns listade i Catalogue of Life.

## Bildgalleri

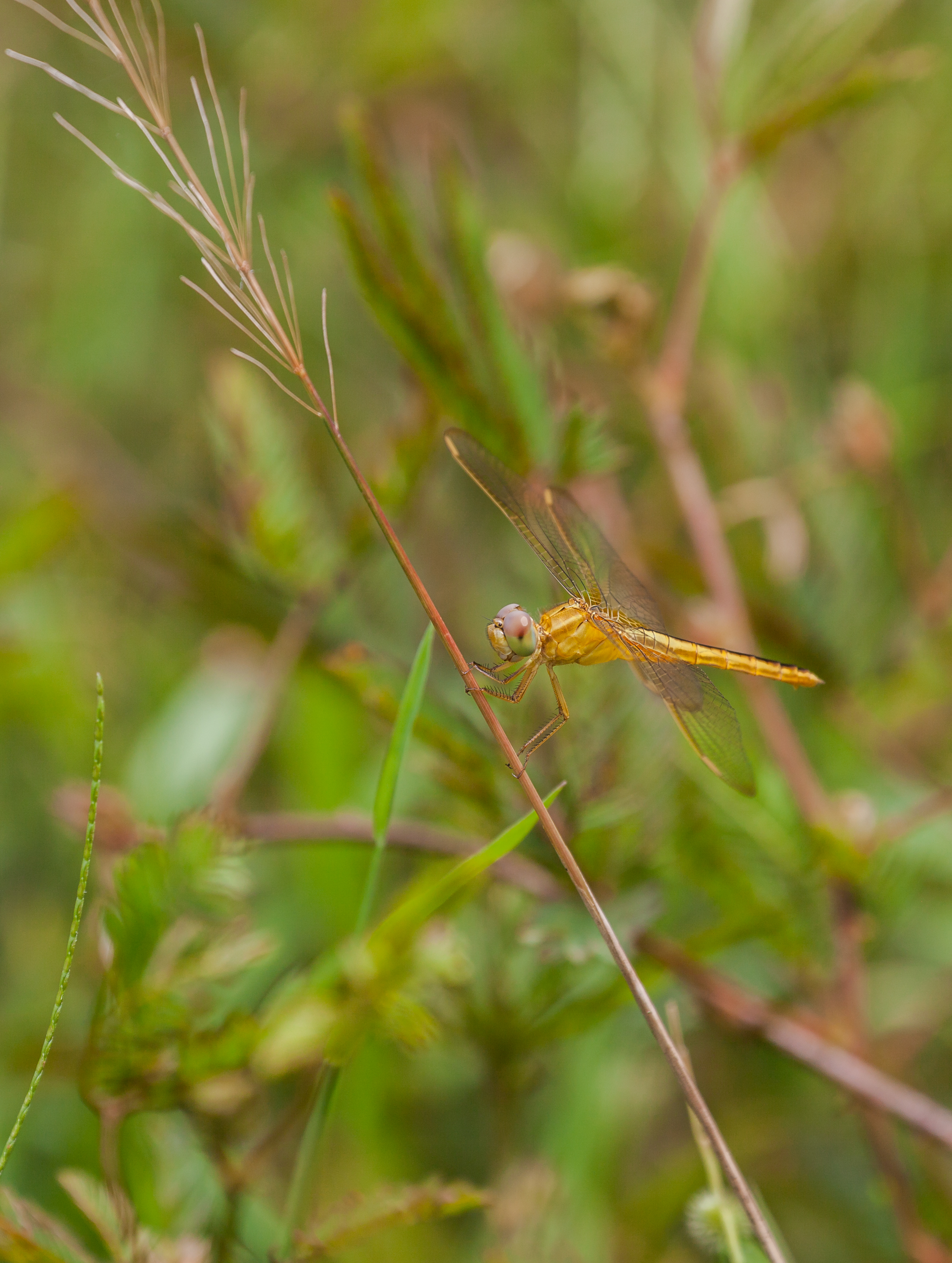
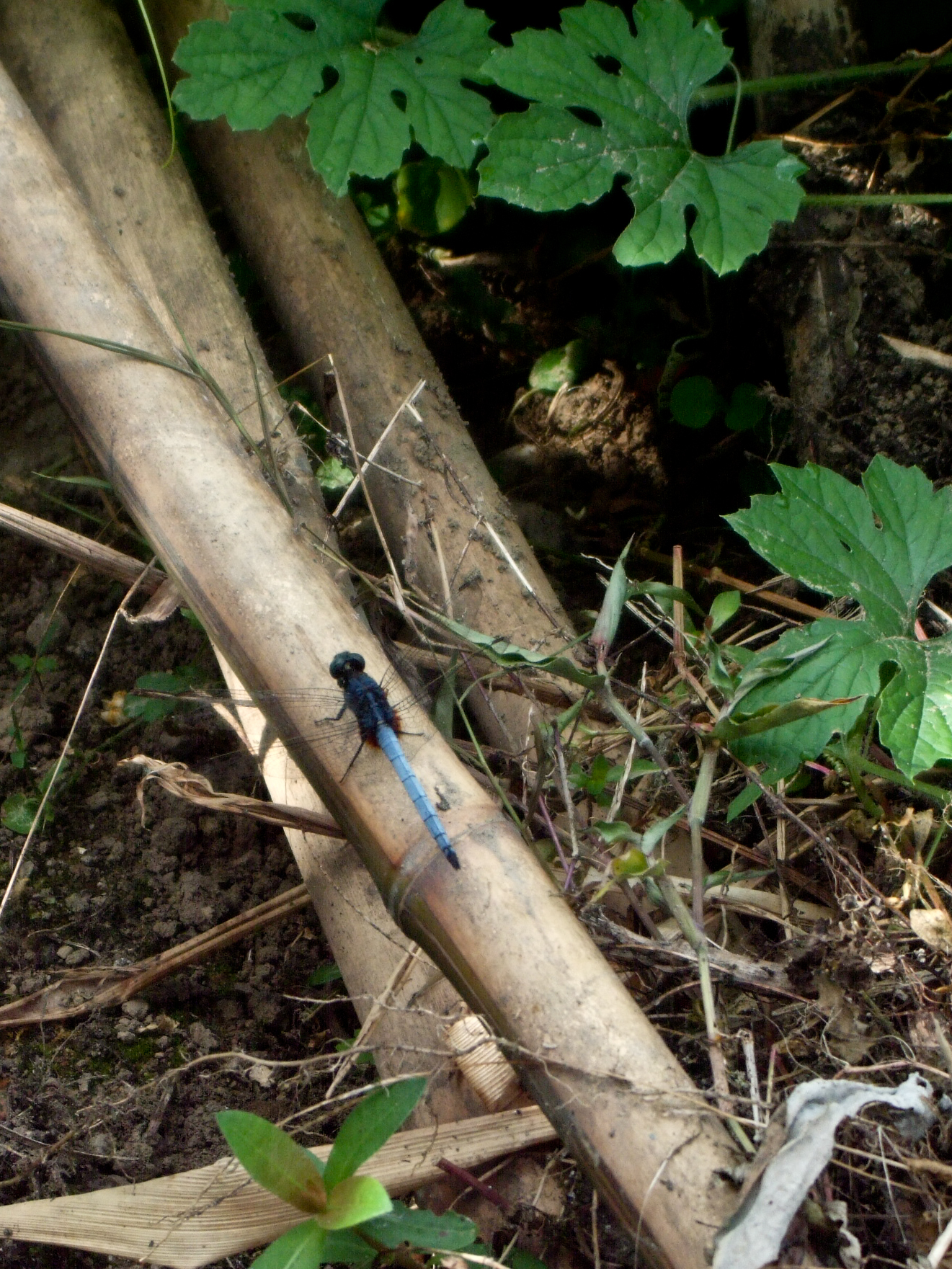
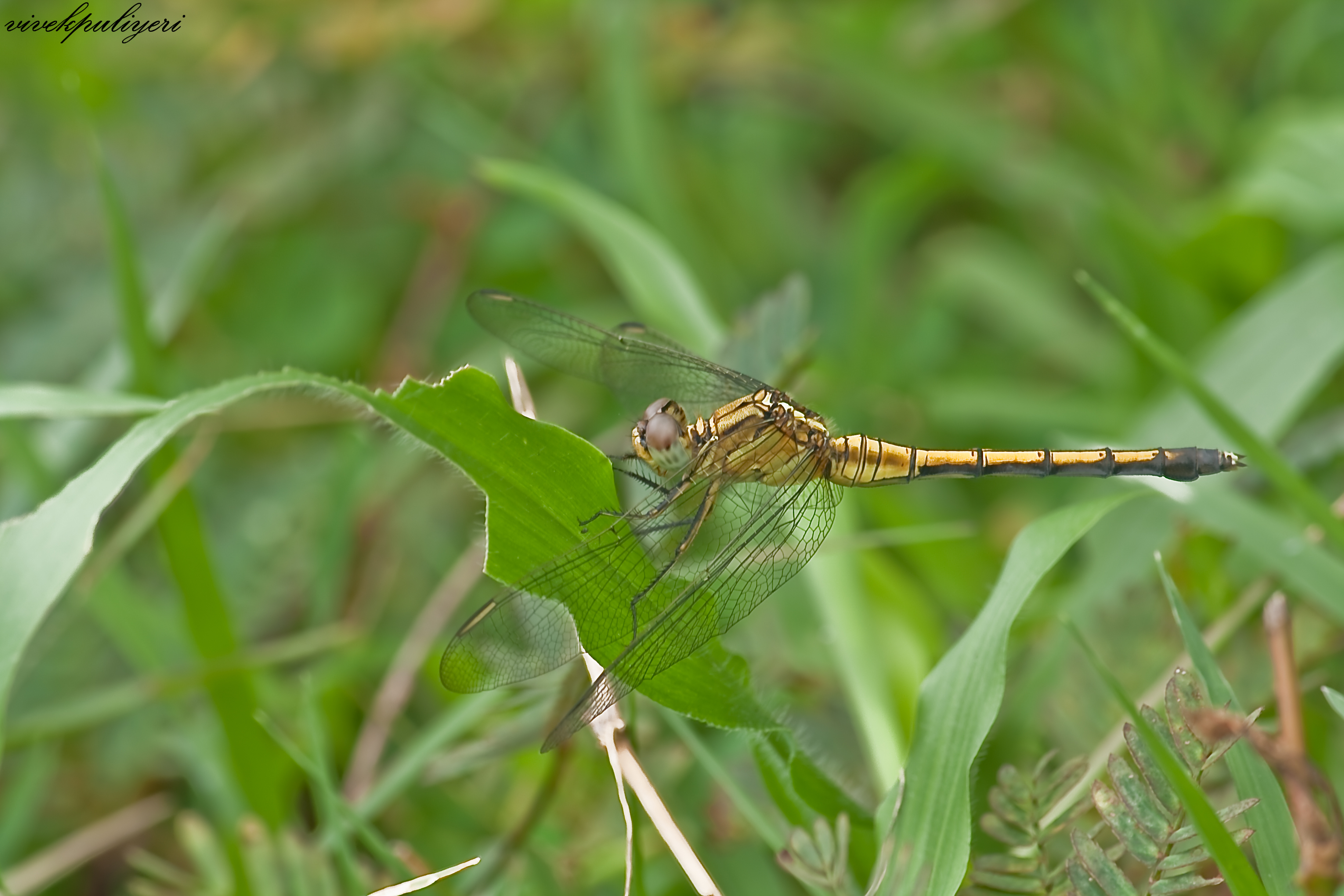
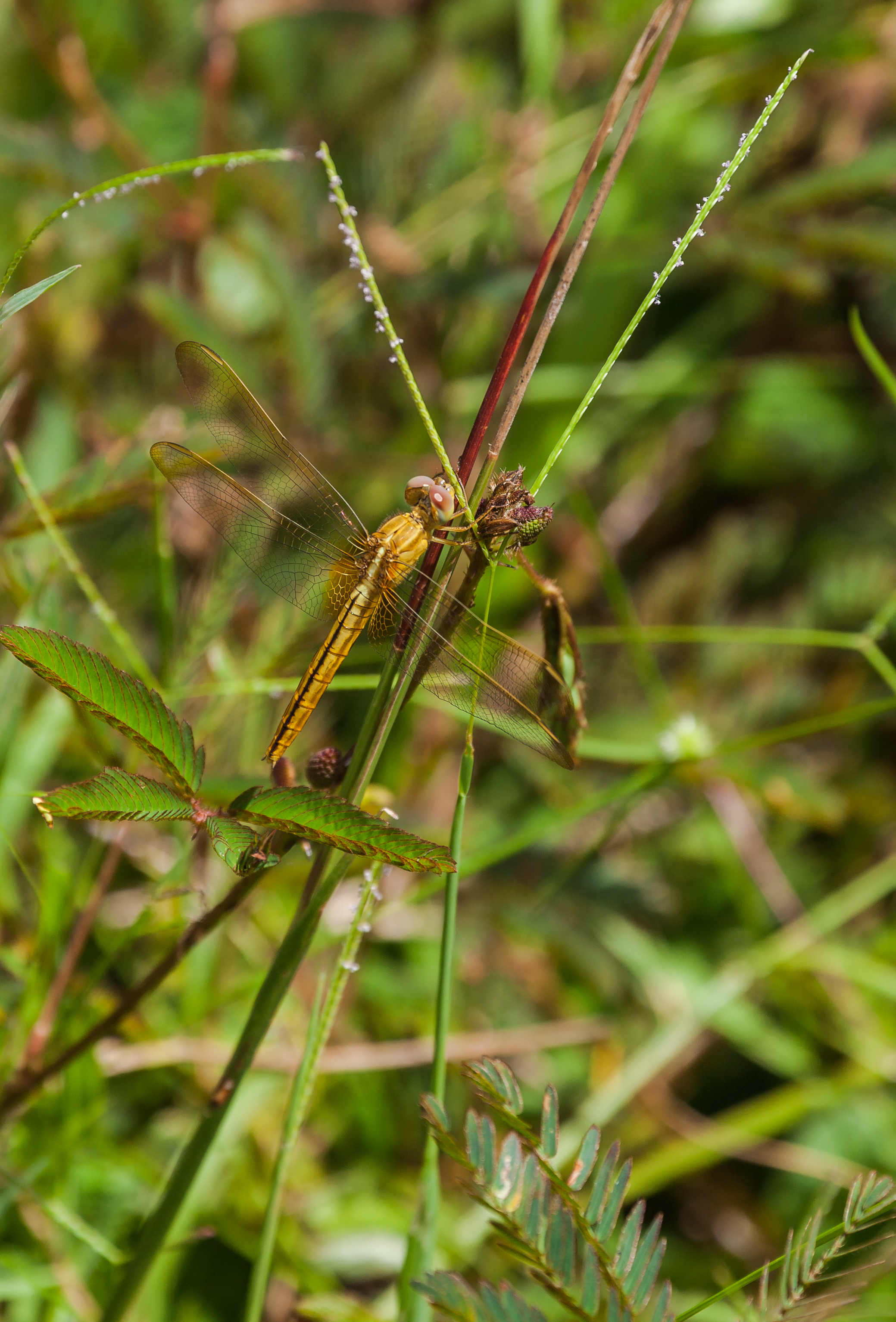